# Harlan Mathews
Harlan Mathews (Walker megye, 1927. január 17. – Nashville, 2014. május 9.) az Amerikai Egyesült Államok szenátora (Tennessee, 1993–1994).